# Vassyl Vovkoun
Vassyl Vovkoun (en ukrainien : Вовкун Василь Володимирович), né le 16 juin 1957, est un réalisateur, scénariste et ancien ministre de la culture ukrainien.

## Biographie
Il est diplômé de l'Université nationale Karpenko-Kary à Kiev.

## Carrière
Il est, depuis 2017, directeur de l'Opéra de Lviv.
Parmi les actions artistiques qu'il a mis en scène : l'investiture du président Viktor Iouchtchenko en 2005 ; installation musicale et lumineuse lors de la campagne pan-ukrainienne "Allumez une bougie !" de 2004 à 2012 à Kyiv.

## Ministre de la culture, de la jeunesse et des sports de l'Ukraine
M. Vovkoun a été nommé ministre de la Culture dans le Gouvernement Tymochenko II.